# Wald-Humusschnellkäfer
Der Wald-Humusschnellkäfer (Ectinus aterrimus) ist eine Art aus der Familie der Schnellkäfer (Elateridae).

## Merkmale
Die Käfer werden 10 bis 15 Millimeter lang. Ihr Körper ist schwach glänzend schwarz gefärbt und dicht anliegend braun behaart. Die Beine sind dunkel braunrot, die Fühler entweder ebenso oder schwarz gefärbt. Letztere reichen bei den Männchen bis an die markanten Hinterecken des Halsschildes, bei den Weibchen sind sie kürzer. Die Art ist anhand ihrer gestreckten „S“-förmigen Stirnleisten, die bis an die Stirnplatte (Clypeus) heranreichen, charakterisiert. Dies unterscheidet sie von Agriotes pilosellus, dessen Stirnleisten die Stirnplatte nicht erreichen und dessen Körper zudem rot- bis dunkelbraun gefärbt ist. 

## Vorkommen
Die Käfer sind in Europa bis in den Süden Norwegens, Zentralschweden und den Süden Finnlands, östlich bis nach Sibirien verbreitet. Sie fehlen auf den Britischen Inseln. Man findet die Art in Laubwäldern, vom Flachland bis in die Täler der Alpen. Sie fliegen von Mai bis August. 

## Lebensweise
Die Imagines kann man an Blüten, Büschen oder Totholz beobachten. Die Larven leben wie bei allen anderen Schnellkäfern im Boden und ernähren sich von Wurzeln. Sie können gelegentlich in Baumschulen an den Wurzeln junger Pflänzchen Schäden verursachen. 